# Maria Merkert
Maria Luiza Merkert (ur. 21 września 1817 w Nysie, zm. 14 listopada 1872 tamże) – niemiecka zakonnica, założycielka Zgromadzenia Sióstr św. Elżbiety (elżbietanek) zwana „Wielką kobietą Śląska” XIX wieku lub „Śląską samarytanką” oraz błogosławiona Kościoła katolickiego.

## Życiorys
Przyszła na świat 21 września 1817 w rodzinie mieszczańskiej. Jej rodzicami byli Karol Antoni Merkert i Barbara z domu Pfitzner. Dzień później została ochrzczona w nyskim kościele św. Jakuba i św. Agnieszki. W kolejnym roku, po śmierci ojca 21 czerwca 1818, rodzina zubożała. Maria, wraz z siostrą Matyldą, ukończyła katolicką Szkołę dla Dziewcząt w Nysie. Po śmierci matki na gruźlicę 11 lipca 1842 obie sprzedały skromny majątek i wraz z Franciszką Werner oraz Klarą Wolff poświęciły się pomocy opuszczonym, chorym i bezdomnym w Nysie.
27 września 1842 po mszy św. w nyskim kościele św. Jakuba i św. Agnieszki złożyły akt oddania przed obrazem Najświętszego Serca Pana Jezusa zobowiązując się nieść pomoc potrzebującym bez względu na wyznanie, narodowość i płeć. 19 listopada 1850 Maria Merkert rozpoczęła w Nysie organizowanie Stowarzyszenia św. Elżbiety dla pielęgnacji opuszczonych chorych. 4 września 1859 uzyskała dla stowarzyszenia zatwierdzenie diecezjalne. Biskup wrocławski Heinrich Förster uznał stowarzyszenie za kongregację kościelną, a miesiąc później zatwierdził jej statuty. W tym też roku została wybrana pierwszą przełożoną generalną Zgromadzenia Sióstr św. Elżbiety będąc nią aż do śmierci, składając 5 maja 1860 śluby zakonne. W Nysie wybudowała dom macierzysty, a pod jej kierownictwem powstało 90 domów zakonnych, 12 szpitali i wiele domów opieki aż w 9 diecezjach: chełmińskiej, poznańskiej, warmińskiej, wrocławskiej, fuldzkiej, ołomunieckiej, osnabrückiej, praskiej i paderborńskiej oraz 2 wikariatach apostolskich w Saksonii i Szwecji. 7 czerwca 1871 Pius IX udzielił aprobaty założonemu przez nią zgromadzeniu.

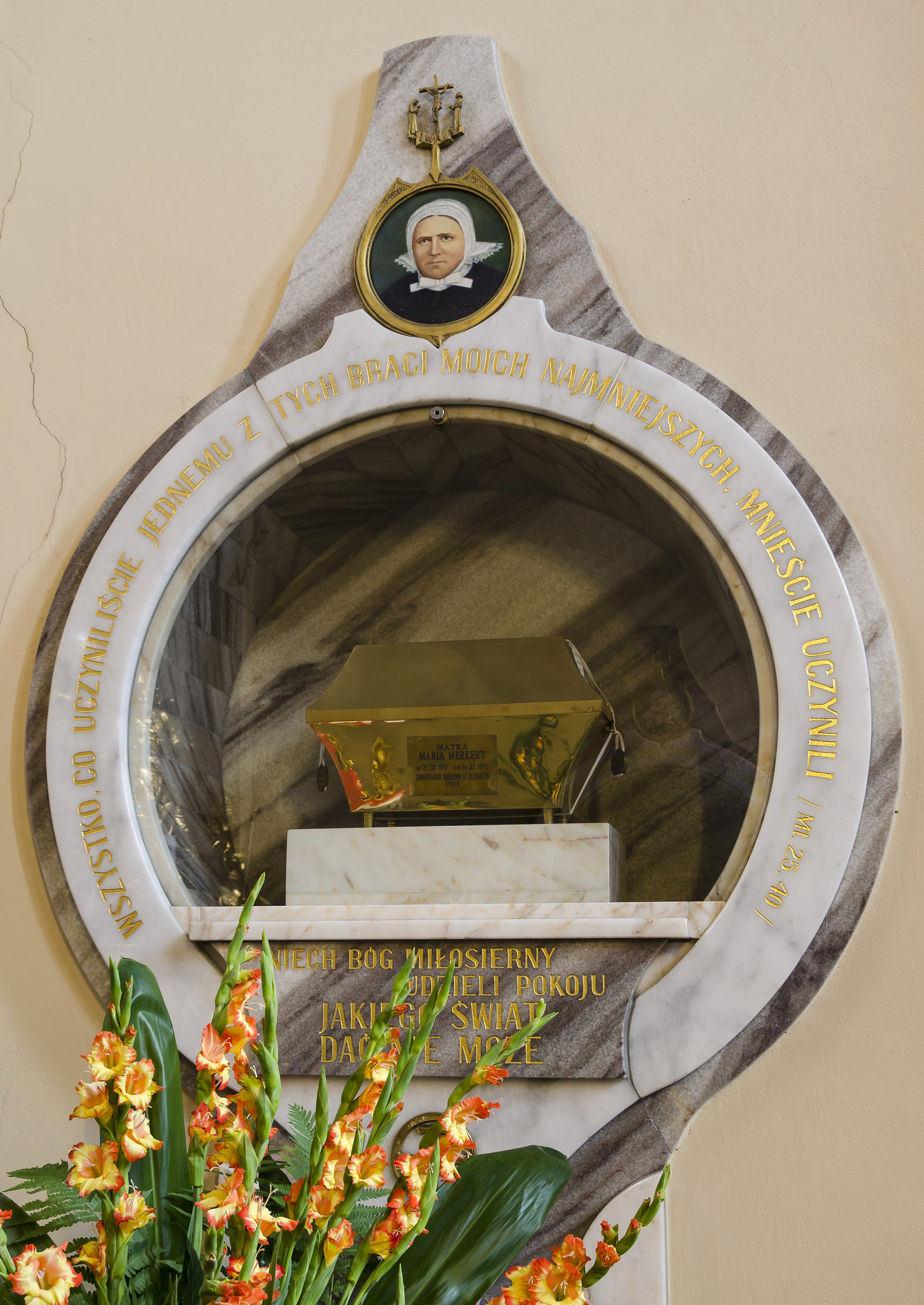
Relikwiarz Marii Merkert w kościele św. Jakuba i św. Agnieszki w Nysie

Zmarła w opinii świętości 14 listopada 1872. Została pochowana na Cmentarzu Jerozolimskim w Nysie. W chwili jej śmierci zgromadzenie liczyło 465 sióstr w 87 domach. Od 16 lipca 1964 jej doczesne szczątki spoczywają w kościele św. Jakuba i Agnieszki, gdzie od 2 marca 1998 po dokonaniu kanonicznego rozpoznania, trumna jest eksponowana w marmurowym sarkofagu w kaplicy Trójcy Świętej.

## Proces beatyfikacyjny
Z inicjatywy sióstr elżbietanek przekonanych o świątobliwości jej życia podjęto próbę wyniesienia jej na ołtarze. 19 lutego 1985 rozpoczął się proces beatyfikacyjny na szczeblu diecezjalnym. Odtąd przysługiwał jej tytuł Służebnicy Bożej. Stolica Apostolska 2 lipca tegoż roku wydała zgodę tzw. Nihil obstat na rozpoczęcie tego procesu, po czym biskup opolski Alfons Nossol powołał specjalny Trybunał Diecezjalny i Komisję Historyczną, celem zbadania dokumentacji. Proces diecezjalny zakończył się 9 września 1997, a następnie akta procesu zostały przekazane Kongregacji Spraw Kanonizacyjnych do Rzymu, celem dalszego postępowania. Po zapoznaniu się z tą dokumentacją Stolica Apostolska, 27 lutego 1998 wydała dekret o ważności postępowania diecezjalnego, po czym w 2000 złożono tzw. Positio wymagane w dalszej procedurze beatyfikacyjnej.
11 grudnia 2001 odbyła się sesja konsultorów historycznych, a 12 października 2004 sesja konsultorów teologicznych, po czym 14 grudnia tegoż roku Kongregacja Spraw Kanonizacyjnych pozytywnie zaopiniowała i przedstawiła papieżowi Janowi Pawłowi II propozycje wyniesienia jej na ołtarze. 20 grudnia tegoż roku za jego zgodą wydano dekret o heroiczności jej życia i cnót. Odtąd przysługiwał jej tytuł Czcigodnej Służebnicy Bożej.
Do beatyfikacji potrzebny był cud za jej wstawiennictwem, jakim okazało się nadzwyczajne uleczenie w 1943 z gruźlicy elżbietanki, s. Miry (Marii Weroniki Deresińskiej CSSE (1912-2003)). Po zbadaniu jego okoliczności, 1 czerwca 2007 papież Benedykt XVI zatwierdził dekret dotyczący tego cudu, co otworzyło drogę do jej rychłej beatyfikacji.
30 września 2007 w Nysie odbyła się uroczystość jej beatyfikacji, której przewodniczył reprezentant papieża Benedykta XVI, prefekt Kongregacji Spraw Kanonizacyjnych, kardynał José Saraiva Martins. Obraz beatyfikacyjny namalowała siostra Felicyta Szewczyk CSSE.
Jej wspomnienie liturgiczne wyznaczono na 14 listopada (dies natalis).

## Upamiętnienie
Imię Marii Merkert nosi między innymi nyski szpital oraz budynek Collegium Civitas Państwowej Wyższej Szkoły Zawodowej w Nysie. Poświęcono jej też tablicę pamiątkową oraz nadano nazwę jednej z nyskich ulic. 25 września 2010 natomiast na ulicach Nysy wyznaczono specjalny szlak spacerowy śladami miejsc jej życia.
Ponadto we włoskiej miejscowości Bressanone jeden z dzwonów umieszczonych na wieży kościoła parafialnego pw. św. Michała Archanioła nosi jej imię.